# Amalia Domínguez de la Rosa
Amalia Domínguez de la Rosa (Bollullos Par del Condado, 19 de desembre de 1907- Madrid, 25 de novembre de 1995) va ser una funcionària de l'Institut Nacional d'Estadística durant la Segona República Espanyola, víctima de la repressió franquista. És considerada una de les dones andaluses de l'Edat de Plata a Espanya.

## Trajectòria
Nascuda a Bollullos Par del Condado (Província de Huelva) en el si d'una família de terratinents. El seu pare era advocat. Va viure i estudiar a Huelva fins als 25 anys. El 1933 es va traslladar a Madrid per a opositar al departament d'Estadística.
Un cop obtinguda la plaça, va començar a treballar com a funcionària i va conèixer el madrileny José Enciso Gutiérrez, enginyer industrial i també funcionari de l'Institut Nacional d'Estadística, amb le qual va contreure matrimoni civil el 12 de setembre de 1936.

### Guerra civil espanyola i exili
Durant la Guerra civil espanyola, José Enciso, combatent de l'Exèrcit popular de la República, va ser destinat al Front de l'Ebre. Amalia Domínguez es va traslladar a València i, posteriorment, a Barcelona. El 1939, amb l'Ofensiva de Catalunya i la derrota del Bàndol republicà, es va unir a l'èxode de la Retirada i, amb altres parents, va passar a França a través de La Jonquera.
En territori francès, va ser capturada i traslladada, junt amb altres presoneres, en vagons de càrrega fins a Bar-sud-Seine i internada en una presó en desús. En arribar, va ser ser despullada, dutxada i desparasitada fins al punt de tirar-li desinfectant a la boca. Malgrat tot, va caure malalta de tifus i finalment va ser reclamada per Marie Desbrest, una francesa, familiar seva. José Enciso, que estava internat en el camp de concentració de Argelers, també va ser reclamat i es van poder a reunir.
El matrimoni es va instal·lar en Lons-le-Saunier, prop de la frontera amb Suïssa. Dominguez de la Rosa va treballar com a costurera i el seu marit com a professor de matemàtiques. Van intentar exiliar-se a Mèxic, però no ho van aconseguir. Després de la Batalla de França i l'ocupació per les tropes de la Werhmach, van decidir tornar a Espanya. A  finals de 1940, Amalia Domínguez es va quedar embarassada i com que el matrimoni civil no era vàlit, es va haver de tornar a casar per l'església. Van tornar a Espanya per Portbou el 6 de novembre de 1940, segons documents de la seva filla, Marita, qui va conservar el salconduit que el consolat d'Espanya a Lió els va expedir.

### Retorn
El matrimoni es va instal·lar a Madrid, on va néixer la seva filla. José Enciso va ser empresonat i tots dos van ser depurats i apartats de l'administració pública per haver estat funcionàris durant la Segona República espanyola. A la recerca d'un lloc de treball, es van traslladar a Sant Sebastià, El Puerto de Santa María i Gijón. Amalia Domínguez va morir a Madrid, el 25 de novembre de 1995.